# Trading-up
Trading-up bezeichnet eine unternehmenspolitische Strategie, die auf eine Verbesserung des Leistungsangebots einer Handelsunternehmung abzielt. Damit ist Trading-up eine grundlegende Handlungsoption der operativen Programmplanung.
Im Mittelpunkt steht die Ausrichtung des Handelsbetriebes auf den Ausbau von Beratung, Kundenbetreuung und Geschäftsausstattung, um durch qualitativ bessere Leistungen bisherige Kunden stärker an das Handelsunternehmen binden oder neue Zielgruppen erschließen und höhere Preise erzielen zu können.
Typische Maßnahmen können zum Beispiel Erweiterungen, Vertiefungen und Umschichtungen des Sortiments zugunsten höherwertiger Waren oder die Verbesserung der Produktpräsentation sein.
Ist die Konkurrenz stark und das Wachstum nur langsam, kommt die gegenteilige Strategie des Trading-down zum Einsatz, bei der man einfachere, kostengünstige Vertriebsmethoden anderer Unternehmen übernimmt, um eine weitere Abwanderung bestehender Kunden zu vermeiden.